# Vi khuẩn Mycobacterium vaccae
Mycobacterium vaccae là một loài của họ Mycobacteriaceae một loại vi khuẩn không gây bệnh   sống tự nhiên trong đất. Tên của nó bắt nguồn từ tiếng Latin, vacca (bò), vì nó được nuôi cấy đầu tiên từ phân bò ở Áo. Các khu vực nghiên cứu đang được theo đuổi liên quan đến vắc-xin Mycobacterium vaccae bị giết bao gồml iệu pháp miễn dịch cho hen suyễn, ung thư, trầm cảm, phong, bệnh vẩy nến, viêm da, eczema và bệnh lao. psoriasis, dermatitis, eczema and tuberculosis.
Một nhóm nghiên cứu tại Phòng thí nghiệm Henry Wellcome cho Khoa thần kinh và nội tiết học, Đại học Bristol, Bristol, Anh đã chỉ ra rằng Mycobacterium vaccae kích thích một nhóm nơron mới được phát hiện, tăng lượng serotonin và giảm mức độ lo lắng ở chuột.  Các nhà nghiên cứu khác cho chuột ăn vi khuẩn Mycobacterium vaccae còn sống, sau đó đo khả năng điều hướng trạng thải hỗn độn so với chuột điều khiển không cho ăn vi khuẩn. Ông Dorothy Matthews, người đã tiến hành nghiên cứu với Susan Jenks tại các trường cao đẳng Sage, Troy, New York, Mỹ cho biết: "Những con chuột được cho  M. vaccae sống đã điều khiển trạng thái hỗn độn nhanh gấp hai lần và ít hoạt động lo âu hơn.
Mycobacterium vaccae nằm trong cùng một chi như Mycobacterium tuberculosis, loại vi khuẩn gây bệnh lao. Nhiều thử nghiệm đã chỉ ra rằng tiếp xúc với các sản phẩm uống và tiêm có nguồn gốc từ vi khuẩn M. vaccae có thể có tác dụng tích cực trong điều trị bệnh lao. Mặc dù đánh giá lâm sàng các thử nghiệm lâm sàng được lựa chọn năm 2002 không tìm thấy bất kỳ lợi ích nhất quán nào của các chế độ liều lượng nhất định của các sản phẩm Mycobacterium tiêm ở những người bị bệnh lao, một phân tích gộp gần đây hơn 54 nghiên cứu lâm sàng về các sản phẩm M. vaccae cho bệnh lao cho thấy kết quả điều trị cải thiện đờm và đánh giá X quang.
Các nhà nghiên cứu y khoa tại Đại học Kharkiv quốc gia y tế, Kharkiv, Ukraina đã thông báo hai thử nghiệm lâm sàng với công thức uống Immunitor Inc của Mycobacterium và An Hui Longcom của Mycobacterium vaccae vắc-xin uống trong điều trị bệnh lao, bao gồm cả bệnh lao kháng thuốc (MDR-TB). Nhóm nghiên cứu đã báo cáo thành công lớn hơn với vắc-xin Immunitor so với vắc-xin An Hui Longcom.
Một nhóm các nhà nghiên cứu tại Khoa Di truyền và Vi sinh của Đại học Autonomous University Barcelona, Barcelona, Tây Ban Nha đã phát hiện ra rằng Mycobacterium vaccae thay đổi từ loại "nhẵn" thành loại "thô" (đề cập đến cách thức các khuẩn lạc của sinh vật này xuất hiện dưới kính hiển vi) ở 30 độ C. Họ phát hiện ra rằng loại Mycobacterium vaccae "nhẵn" có một chất ở bên ngoài thành tế bào của nó, gây trở ngại cho việc sản xuất các cytokine Th-1, chịu trách nhiệm cho một số đáp ứng miễn dịch tế bào T-helper. Nhóm nghiên cứu cũng phát hiện ra rằng các tế bào lá lách của chuột được tiêm "Mycobacterium vaccae " thô đã sản sinh ra nhiều cytokine Th-1 hơn so với những vi khuẩn được cấy "Mycobacterium vaccae " nhẵn.
Các nhà nghiên cứu nói điều này có thể giải thích tại sao các loại vắc-xin khác nhau được làm từ Mycobacterium vaccae khác nhau về hiệu quả của chúng trong việc tăng đáp ứng miễn dịch với các sinh vật khác trong các thử nghiệm lâm sàng.